# Tito Zucconi
Tito Zucconi (Campi Bisenzio, 1837 – Firenze, 1924) è stato un patriota garibaldino, letterato, traduttore ed educatore italiano.

## Biografia
Conseguita a soli sedici anni la licenza liceale a Firenze, frequentò  la facoltà di giurisprudenza a Siena.
Interruppe gli studi nel 1859 per partecipare alla guerra d'indipendenza nei Cacciatori delle Alpi guidati da Garibaldi, combattendo a San Fermo, Arona e Treponti.
Dopo l'armistizio di Villafranca, tornò ai suoi studi di legge nell'ateneo di Pisa.
All'indomani della partenza dei Mille, il 19 giugno 1860 si imbarcò a Livorno, al comando di Vincenzo Malenchini, fra i 1200 toscani che si congiunsero a Cagliari con la spedizione di Medici. 
Fece in tempo a prender parte alla battaglia di Milazzo, rimanendo gravemente ferito. 
Finita la campagna garibaldina, tornò a Pisa, dove si laureò nel luglio del 1862, per poi arruolarsi di nuovo con Garibaldi, nell'impresa che drammaticamente si concluse sull'Aspromonte.
Dopo una breve detenzione e un esilio a Vienna presso l'amico e compaesano Giovanni Cantini, di cui sposò la figlia Italia, fece ritorno in patria e cominciò a dedicarsi all'insegnamento, alla composizione poetica e a molteplici studi in campo storico-letterario.
Il suo allievo più famoso e affezionato fu Gabriele D'Annunzio, conosciuto e apprezzato durante gli anni di insegnamento della letteratura e della lingua francese nel liceo classico Cicognini di Prato. 
Il vincolo di affetto e di stima reciproca fu rafforzato, all'epoca, dall'amore che legò il giovane studente alla giovane Giselda, figlia del professore, e che ispirò molte liriche di Canto novo.
Oltre a coltivare una costante passione per la creazione poetica, negli ultimi anni del XIX secolo fu impegnato nella traduzione di alcune opere narrative del polacco Sienkiewicz, a cominciare dal Quo vadis?, per l'editore fiorentino Adriano Salani.
Spentosi a Firenze il 25 ottobre 1924, fu sepolto nel cimitero di Trespiano, con un discorso di Ferdinando Paolieri.